# HMS Eskimo (F75)
HMS Eskimo (L75/F75/G75) là một tàu khu trục lớp Tribal được chế tạo cho Hải quân Hoàng gia Anh Quốc trước Chiến tranh Thế giới thứ hai. Tên nó được đặt theo tên người Eskimo tại phía Bắc Canada. Nó đã phục vụ trong suốt Thế Chiến II, từng hoạt động tại Na Uy, Địa Trung Hải, eo biển Manche và Miến Điện. Sau chiến tranh nó được sử dụng như tàu nghỉ ngơi và sở chỉ huy, rồi như một mục tiêu thực hành trước khi bị tháo dỡ vào năm 1949.

## Thiết kế và chế tạo
Eskimo được đặt hàng cho xưởng tàu High Walker Yard của hãng Vickers-Armstrong ở Newcastle-upon-Tyne trong Chương trình Chế tạo Hải quân 1935. Nó được đặt lườn vào ngày 5 tháng 8 năm 1936, được hạ thủy vào ngày 3 tháng 9 năm 1937, và nhập biên chế vào ngày 30 tháng 12 năm 1938.

## Lịch sử hoạt động

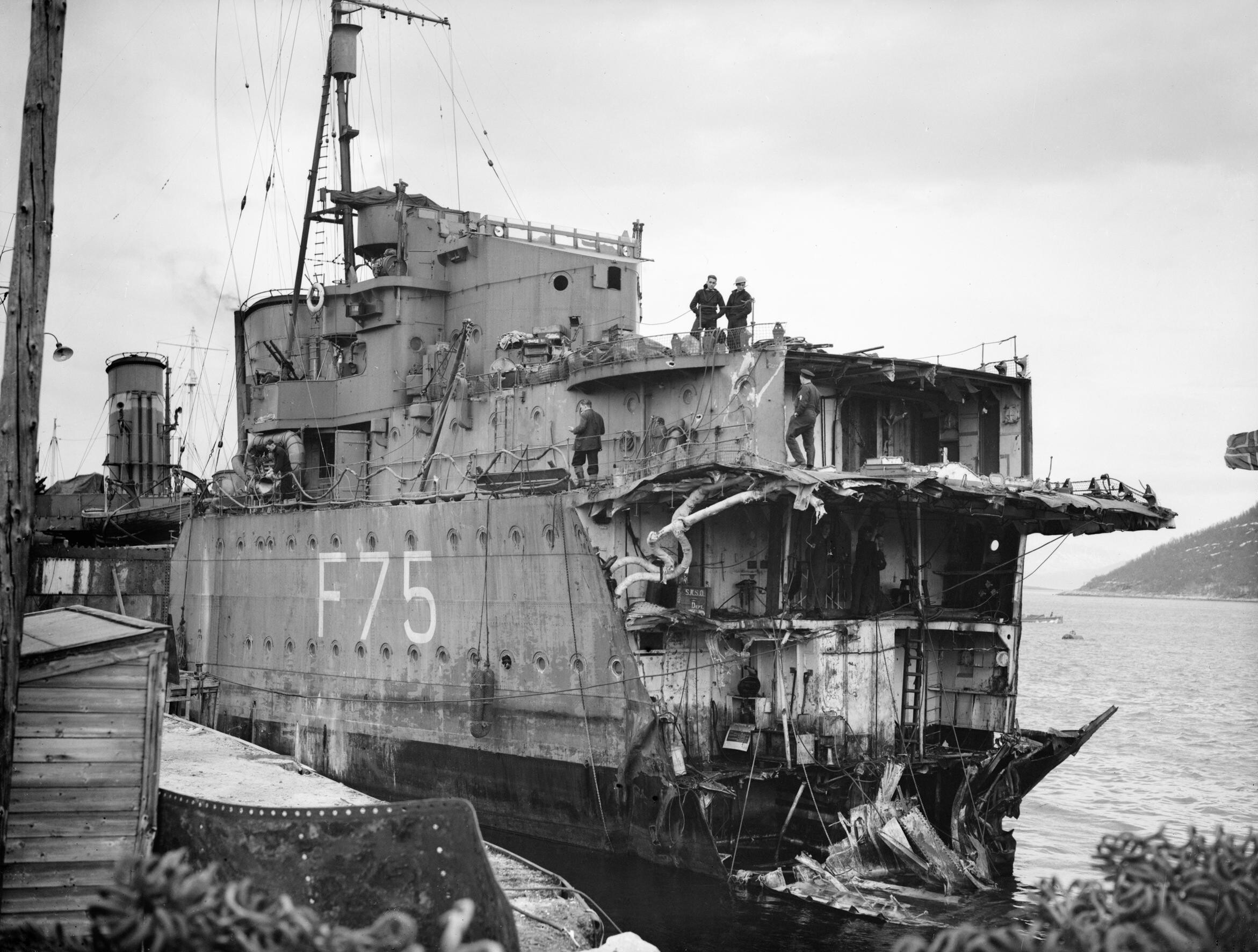
Eskimo bị mất mũi tàu sau trận Narvik thứ hai tại Na Uy, tháng 5 năm 1940.

Eskimo đã tham gia trận hải chiến Narvik thứ hai vào tháng 4 năm 1940 tại Na Uy. Vào ngày 12 tháng 4, nó trúng một quả ngư lôi phóng từ tàu khu trục Đức Z2 Georg Thiele; vụ nổ đã gây hư hại nặng cho Eskimo, làm thổi tung mũi tàu. Sau khi được sửa chữa tạm thời bởi tàu sửa chữa Vindictive tại Skjelfjorden, Na Uy, nó quay về xưởng tàu của hãng Vickers-Armstrong tại Newcastle để được sửa chữa.
Nó đã hỗ trợ cho Chiến dịch Torch, cuộc đổ bộ lực lượng Đồng Minh lên Bắc Phi vào tháng 11 năm 1942, và đã phục vụ cùng Chi hạm đội Khu trục 10 tại Plymouth. Eskimo bị hư hại nặng khi bị hai máy bay ném bom bổ nhào Đức tấn công tại Địa Trung Hải khi nó tham gia Chiến dịch Husky. Phối hợp với tàu khu trục Canada HMCS Haida và một máy bay ném bom B-24 Liberator của Không quân Tiệp Khắc, nó đã đánh chìm tàu ngầm U-boat U-971 trong eo biển Manche về phía Bắc Brest, Pháp vào ngày 24 tháng 6 năm 1944. Trong những ngày cuối cùng của chiến tranh, nó hoạt động tại Viễn Đông.
Sau chiến tranh Eskimo trở thành một tàu nghỉ ngơi và sở chỉ huy cho các hoạt động quét mìn, cứu hộ và trục vớt tàu đắm nhằm dọn sạch các cửa sông Thames và Medway vào năm 1946. Nó sau đó được sử dụng như một tàu mục tiêu tại Gareloch, rồi bị bán vào ngày 27 tháng 6 năm 1949, và cuối cùng bị tháo dỡ tại Troon.

## Di sản
Chiếc chuông của Eskimo hiện đang nằm trong bộ sưu tập của Bảo tàng Hàng hải Quốc gia (National Maritime Museum). Bảo tàng Chiến tranh Đế chế (Imperial War Museums) lưu giữ một số tư liệu hình ảnh và phim liên quan đến Eskimo, cũng như một tranh màu nước của mô tả Eskimo đang được tái trang bị tại Durban. Bảo tàng Quốc gia Hải quân Hoàng gia có một mô hình chi tiết của Eskimo do Trung tá Hải quân John West thực hiện. West đã phục vụ trên chiếc Eskimo như một sĩ quan hoa tiêu trong trận Narvik.